# Jiichirō Date
Jiichirō Date (jap. 伊達治一郎 Date Jiichirō; ur. 6 stycznia 1952 w Saiki, zm. 20 lutego 2018 w Tokio) – japoński zapaśnik, dwukrotny olimpijczyk,  mistrz olimpijski z Montrealu 1976 w kategorii 74 kg, w stylu wolnym i odpadł w eliminacjach w Monachium 1972, w kategorii 74 kg, w stylu klasycznym.
Brązowy medalista mistrzostw świata w 1975. Pierwszy w Pucharze Świata w 1973 roku.